# حسن دانایی‌فر
حسن دانایی‌فر (زادهٔ ۱۳۴۱) سرتیپ بازنشسته سپاه پاسداران، دیپلمات و سیاست‌مدار ایرانی متولد عراق است، که در فاصله سالهای ۱۳۸۹ تا ۱۳۹۵ به‌عنوان سفیر ایران در عراق فعالیت می‌کرد.
وی دانش‌آموخته کارشناسی ارشد مهندسی عمران از دانشگاه امام حسین است و فعالیت در سپاه پاسداران را از سال ۱۳۵۸ آغاز کرد و در طول جنگ ایران و عراق از اعضای این نهاد بود. دانایی‌فر پیش‌تر مسئولیت جانشینی فرمانده نیروی دریایی سپاه پاسداران، ریاست دانشگاه فرماندهی و ستاد سپاه پاسداران و نیز فرماندهی قرارگاه خاتم‌الانبیا سپاه پاسداران، همچنین معاونت اداری و مالی دبیرخانه مجمع تشخیص مصلحت نظام را برعهده داشته است.

## زندگی
حسن دانایی‌فر به سالِ ۱۳۴۱ ه.خ. در بغداد، عراق زاده شد و به گفته خبرگزاری مهر، در دوران جنگ ایران و عراق، از عراق بعثی به ایران رانده شد. او دوران نوجوانی را تا پایان دوره‌ی دبیرستان، در شهر اهواز سپری کرد. رسانه‌های داخلی ایران، وی را زاده شهر بغداد و خانواده او را از معاودین ایرانی که در گذشته، شهروند عراق بوده، معرفی کرده‌اند.

## سوابق
- جانشین فرمانده نیروی دریایی سپاه پاسداران
- رئیس دانشگاه فرماندهی و ستاد سپاه پاسداران
- فرمانده قرارگاه سازندگی خاتم‌الانبیا
- معاون اداری و مالی دبیرخانه مجمع تشخیص مصلحت نظام
- سفیر ایران در عراق

## سفیر ایران در عراق
دانایی‌فر پیش از سفارت در عراق، به مدت ۳ سال دبیر ستاد روابط اقتصادی ایران و عراق در نهاد ریاست جمهوری بود و همزمان ریاست ستاد بازسازی عتبات عالیات را نیز برعهده داشت. وی نقش مهمی در تخلیه اردوگاه اشرف و اخراج اعضای سازمان مجاهدین خلق از عراق داشت. پیش از او حسن کاظمی قمی به عنوان نخستین سفیر ایران پس از جنگ ایران و عراق از سال ۱۳۸۵ در بغداد بود. دانایی‌فر همچنین سرپرستی هیئت ایرانی را در مذاکرات ایران و آمریکا در بغداد، که دربارهٔ مسائل امنیتی عراق در سال ۱۳۸۶ انجام می‌گرفت را نیز برعهده داشت.